# Castello di Castellammare di Stabia
Il Castello di Castellammare di Stabia è un castello di Castellammare di Stabia, in uso dalla fine del X al XVIII secolo; dopo un periodo di abbandono è stato restaurato durante gli anni trenta del XX secolo e viene utilizzato per ricevimenti e meeting.

## Storia e struttura

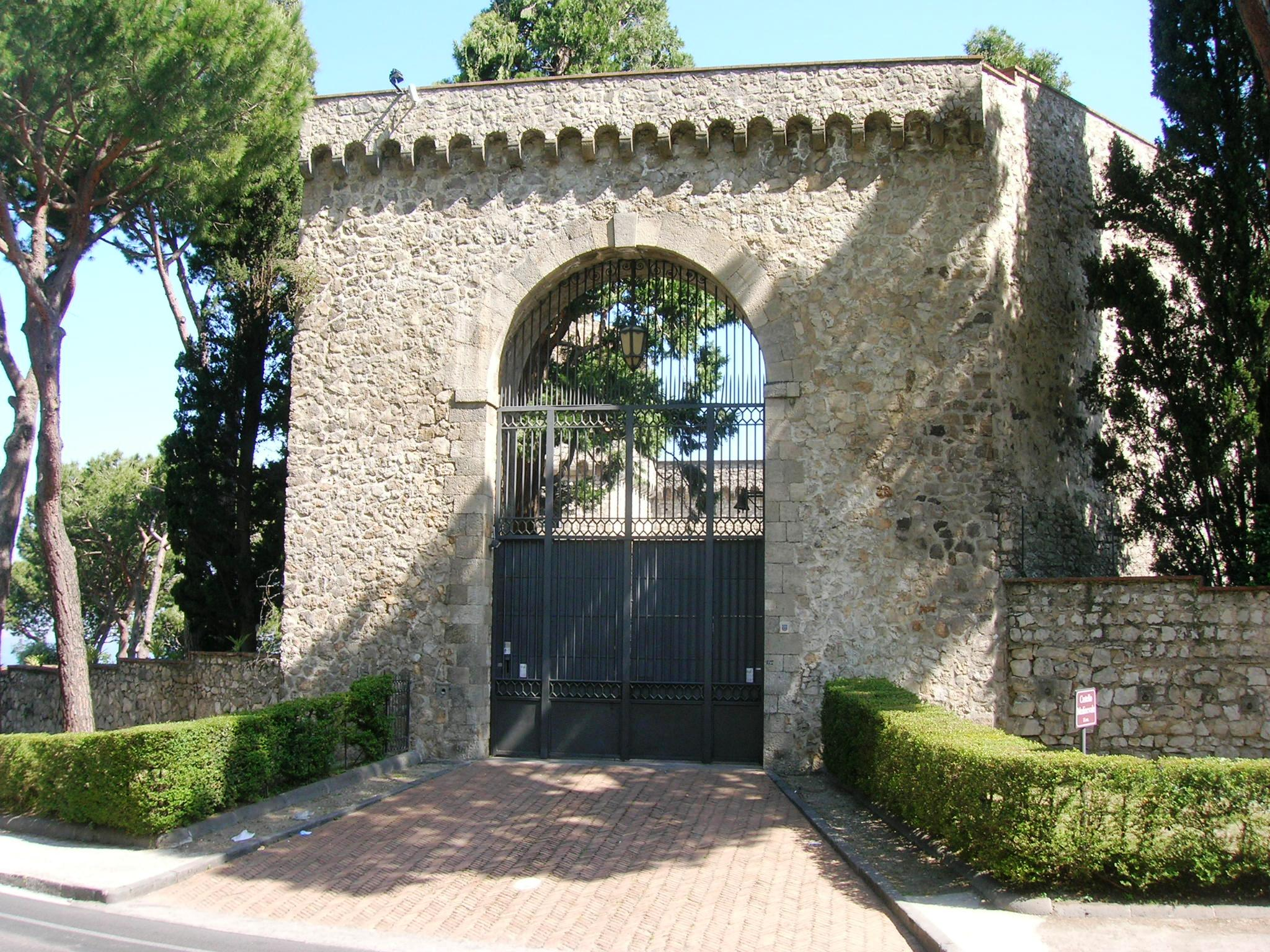
Portale d'ingresso

Sulle origini di castello, situato a circa cento metri d'altezza, alle pendici del monte Faito, tra le attuali frazioni di Pozzano e Fratte, non esistono dati certi, ma solo alcune supposizioni: i primi studiosi collocarono il periodo della sua costruzione durante la dominazione angioina, in particolar modo sotto il regno di Carlo I d'Angiò e per tale motivo la struttura viene erroneamente chiamata castello angioino. Tuttavia questa ipotesi è stata scartata, in quanto, in quel periodo, la fortificazione già esisteva, così come è stata rigettata l'ipotesi che la sua fondazione fosse dovuta a Federico II di Svevia, poiché in un documento sull'amministrazione dei castelli del periodo, veniva nominato come Castrum Maris de Surrento e bisognoso di urgenti riparazioni; in un altro documento datato 15 novembre 1086, la struttura fu citata con la dicitura di Castello da Mare. L'ipotesi più accreditata è quindi quella che il castello stabiese fu costruito per volere del Duca di Sorrento, come posto di guardia, ai confini del suo territorio.
Ebbe ben presto una grande importanza per la città, tant'è che nell'ambito della sua cerchia muraria sorgeva la cattedrale ed al suo interno venivano ospitati i vescovi della diocesi. Fu in seguito restaurato ed ampliato prima da Federico II di Svevia e poi da Carlo I: probabilmente in tale periodo fu notevolmente modificato e strutturato in modo tale da poter ospitare le nuove armi da fuoco; tra gli ospiti del tempo anche Giovanni Boccaccio. Nell'ottobre 1459 il castello fu ceduto a Giovanni II di Lorena e nel 1461 resistette all'attacco sferrato da Antonio Piccolimini, duca di Amalfi. Con l'avvento di Alfonso II d'Aragona, nel 1470, assunse la conformazione definitiva e all'inizio del XVI secolo fu costruito il rivellino, sul quale venivano posizionati i cannoni: divenne in tale periodo la principale struttura militare della zona, avendo influssi anche sui vicini castelli di Lettere, Gragnano e Pimonte. Quando la città divenne feudo dei Farnese, il castello fu sede di una guarnigione di soldati mercenari e nella base del torrione venne ricavata una prigione, chiamata La Papiria. A partire dal XVIII secolo, quando perse la sua funzione difensiva, fu abbandonato, trasformandosi in rudere: tuttavia la sua posizione panoramica sul golfo di Napoli, ispirò diversi artisti come Anton Sminck van Pitloo, Teodoro Duclère, Achille Pinelli, Giacinto Gigante e molti altri appartenenti alla scuola di Posillipo, che lo ritrassero nelle loro opere. Agli inizi del XX secolo il castello divenne proprietà del marchese Alaponzone di Verona; nel 1929 Catello Longobardi così descriveva la fortificazione:
(Catello Longobardi, Il Castello medioevale e le antiche fortificazioni di Castellammare di Stabia)

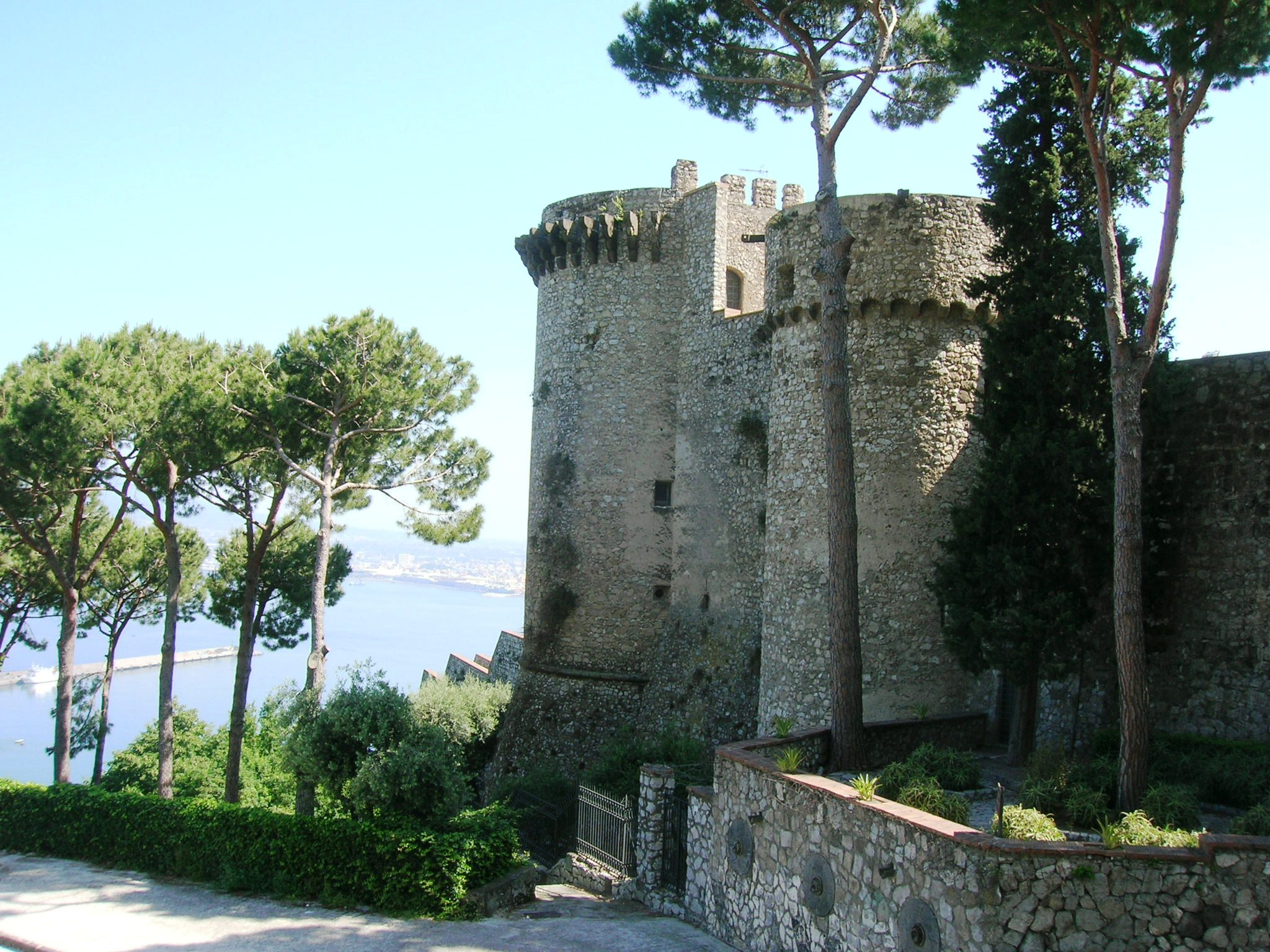
Torri

Nel 1930, il rudere, ridotto solo alle torri e al muro perimetrale, mentre l'interno era completamente crollato, fu venduto ad Edoardo de Martino, che l'anno successivo diede inizio ai lavori di restauro su progetto del Sopraintendente dell'Arte Medioevale e Moderna per la Campania, Gino Chierichi: i lavori terminarono alcuni anni, sotto la guida del figlio, Salvatore de Martino; durante il restauro si cercò di mantenere per lo più le stesse linee e stile dell'originale. Occupato dalle truppe inglese durante la seconda guerra mondiale, il castello subì un secondo restauro, per riparare i danni apportati, a partire dal 1956, il quale terminò solamente dodici anni dopo.
Il castello è a pianta trapezoidale, con torrione e due torri unite tra loro tramite un possente muro, nel quale si aprono numerose aperture. Il torrione ha una pianta circolare, con rinforzo a scarpa ed il coronamento leggermente sporgente; le due torri sono a pianta circolare, con il piano aggettante retto da archi. Anche il camminamento lungo le mura perimetrali è aggettante e sostenuto da archi, mentre il portale d'ingresso è caratterizzato da un arco a tutto sesto e protetto da un cancello in ferro battuto. L'interno è stato riorganizzato in stile rinascimentale, con fontane, pozzi, peschiere, un ponte levatoio, camini e maestose porte in muratura, mentre l'antico fossato è stato trasformato in un oliveto.